# 広島市中小企業会館
広島市中小企業会館（ひろしましちゅうしょうきぎょうかいかん）は、広島県広島市西区商工センターにある、広島市のコンベンション施設。

## 概要
最大4区画に区切ることが出来る『総合展示館』、控室や研修室・会議室を備えた『本館』で構成されている。
1979年（昭和54年）10月15日にオープン。それに先行して、同月1日に『広島市商工相談課』が『中小企業指導センター』に名称変更して移転を行っている。
『本館』には、『商工組合中央金庫 広島西部支店』や『広島総合卸センター』が併設されている。
施設の運営管理は、2010年（平成22年）4月1日から2015年（平成27年）3月31日まで『オオケン』が指定管理者として運営している。

## 施設概要

### 総合展示館
- 展示面積：2,640m2（80m×33m）
- ロビー：388m2（70.55m×5.5m）

### 本館
- 控室：55m2　2室
- 研修室：237m2　1室（可動間仕切りで2室に分割可）
- 会議室：106m2　1室（可動間仕切りで2室に分割可）

## その他
- 2015年6月21日、総合格闘技団体修斗の公式戦で初めてケージが導入された試合が行われた[3]。

## 参考書籍
- 『広島新史 年表』（広島市）